# Jumper (musikgrupp)
Jumper är en svensk popgrupp från Kristinehamn som verkade mellan 1996 och 2001. De är återförenade sedan 2016.
Bandet fick skivkontrakt med Warner Music efter att de skickat in en demokassett. De hade sedan listframgångar i Sverige med låtar som När hela världen står utanför, Tapetklister, Välkommen hit och Miljonär.
Jumper vann 1996 en Rockbjörn i kategorin "Årets svenska grupp". På Trackslistans maratonlista 1996 hamnade Jumper på tredje plats över mest spelade artister totalt, på andra plats över mest spelade svenska artister och på andra plats med mest spelade låtar. 
Debutalbumet blev 1997 i Sveriges Radio framröstat till Årets Bästa Popalbum av Musikjournalens lyssnare. De gjorde även en cover av  Jakob Hellmans låt Hon har ett sätt, vilket ledde till en förstaplats i P3:s Sommartoppen 1997. 
Sommaren 1998 turnerade de tillsammans med Magnus Uggla.
Efter tre album tog bandet en paus 2001. Sångaren Niklas Hillbom fortsatte med musiken som soloartist och låtskrivare.
I januari 2016 gick Jumper ut med att de skulle börja spela tillsammans igen efter femton års uppehåll. En turné var planerad till hösten samma år men senarelades till våren och sommaren 2017. Inför turnén berättade bandet att publiken kommer att få ta del av nytt material och att bandet har uppdaterat sitt sound, även på de gamla låtarna, med inriktning mot dansmusik.
Första spelningen efter återföreningen genomfördes på nöjeskrogen Sandra i Kalmar den 25 mars 2017. Alla originalmedlemmar utom Jan "Linda" Lindström medverkade i återföreningen.
En ny singel, "Under Samma Tak", släpptes 9 juni 2017.
Den 29 september 2017 släppte bandet sin andra singel sedan återföreningen, "I En Annan Del Av Himlen", som är mer synthbaserad än bandets tidigare verk.
Under 2018 fortsatte bandet att turnera och släppte ytterligare två singlar som byggde vidare på det elektroniska soundet. 2020 återvände Jumper till sitt gitarrbaserade sound med singeln "Varg utan flock". I oktober 2020 hyllade Niklas Hillbom i Sveriges Radio en cover av bandets låt Tapetklister.
Under 2022 slutade bandets officiella hemsida att fungera och det är sedan dess okänt om Jumper fortfarande spelar ihop. 

## Bandmedlemmar
- Niklas Hillbom - Sång och gitarr (1996-2001, 2016-)
- Preben Rydin - Gitarr och kör (1996-2001, 2016-)
- Martin Andersson - Bas och kör (1996-2001, 2016-)
- Jonas Moberg - Trummor (1996-2001, 2016-)
- Jan "Linda" Lindström - Gitarr, piano, orgel och kör (1996-2001)

## Diskografi

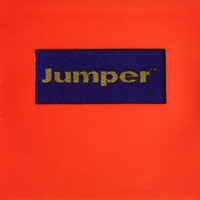
Omslag (fram) till Jumpers debutsingel När hela världen står utanför.

- Jumper, 1996
- Välkommen hit, 1998
- Skyskrapa, 2000
- Guldkorn, 2006

### Singlar
- När hela världen står utanför - 1996
- Tapetklister - 1996
- Den vägen - 1997
- Kom som en man - 1997
- Hon har ett sätt - 1997
- Hon har ett sätt (Antiloop Remix) - 1997
- Våran hemlighet - 1998
- Välkommen hit - 1998
- Solen stiger upp även idag - 1998
- Hej hej du - 1998
- Miljonär - 2000
- Tofflor & Skor - 2000
- Livet som slog in - 2000
- Under Samma Tak - 2017
- I En Annan Del Av Himlen - 2017
- Från Svart Till Vitt - 2018
- När Du Inte Ser På - 2018
- Varg Utan Flock - 2020

### Fotnoter
1. ↑  Swedishcharts Arkiverad 29 november 2014 hämtat från the Wayback Machine.
2. ↑  ”Popgruppen Jumper gör comeback”. http://nwt.se. Arkiverad från originalet den 14 oktober 2017. https://web.archive.org/web/20171014034759/http://nwt.se/noje/2016/01/20/popgruppen-jumper-gor-comeback. Läst 13 oktober 2017.
3. 1 2  ”Jumper släpper nyskriven singel”. http://nwt.se. Arkiverad från originalet den 17 mars 2017. https://web.archive.org/web/20170317235251/http://nwt.se/kristinehamn/nkp-noje-kultur/2017/02/26/jumper-slapper-nyskriven-singel. Läst 2 juni 2017.
4. ↑  ”Under samma tak – ny singel 2017 | Jumper”. www.jumper-se.com. Arkiverad från originalet den 5 oktober 2017. https://web.archive.org/web/20171005045721/http://www.jumper-se.com/2017/02/26/ny-singel-under-samma-tak/. Läst 2 juni 2017.
5. ↑  ”I en annan del av himlen (singel, 2017) | Jumper”. www.jumper-se.com. Arkiverad från originalet den 14 oktober 2017. https://web.archive.org/web/20171014084817/http://www.jumper-se.com/skivor/i-en-annan-del-av-himlen-singel-2017/. Läst 13 oktober 2017.
6. ↑  Hermansson, Magnus; P4, Nyheterna (9 oktober 2020). ”Jumper hyllar Havets Tapetklister: "Otrolig version"”. Sveriges Radio. https://sverigesradio.se/artikel/7571999. Läst 22 oktober 2023.